# 東京ガスライフバル
東京ガスライフバル（とうきょうガスライフバル）とは東京ガスのサービス地域において、検針、開閉栓、安全点検、ガス機器の販売・設置・修理などを行う東京ガスの地域サービス窓口となる地域会社の総称である。

## 概要
従来、東京ガスの地域協力会社（代理店）であった「エネスタ」が開閉栓、ガス機器の販売・設置・修理などをおこない、「東京ガスカスタマーサービス株式会社」が検針・安全点検業務などを担当してエンドユーザーへのサービスが二つに分かれていた。その別々だった業務をワンストップサービスとするために、東京ガスが数多くあった代理店会社「エネスタ」を地域ごとに整理をしてまとめ、そこに「東京ガスカスタマーサービス株式会社」のエンドユーザーサービス業務も統合させて、その地域会社に30%超の出資をして、2008年に誕生した。
2010年時点において、東京ガスの営業エリア内に全38社、172店舗が存在している。

## テレビCM
「きくばる、がんばる、ライフバル」を合言葉に、2009年から妻夫木聡を起用したテレビCMを積極的に行っている。
- ライフバル点検・信長編
- ライフバル点検・自転車発電編